# Thomaskyrkan, Leipzig

Thomaskyrkan i Leipzig är en av stadens två huvudkyrkor tillsammans med Nikolaikyrkan och är bland annat känd som Johann Sebastian Bachs arbetsplats mellan åren 1723 och 1750.

## Historik
På Thomaskyrkans plats har det funnits en kyrka sedan 1100-talet. Mellan 1212 och 1222 blev den tidigare byggnaden det nya Thomasklostret av Augustinerorden. 1217 skänkte minnesångaren Heinrich von Morungen en relik från aposteln Sankt Thomas då han återvände från en resa i Indien. Efter åtskilliga ombyggnader (rester av en tidigare romansk kyrka upptäcktes vid arkeologiska utgrävningar) invigdes den nuvarande kyrkan, som är ett exempel på sengotisk arkitektur, av Thilo von Trotha, biskop av Merseburg, den 10 april 1496. Martin Luther predikade här Pingstdagen 1539. Idag är kyrkan protestantisk.
Tornet byggdes 1537 och rekonstruerades 1702 och fick då sin nuvarande höjd, 68 meter. 
Tonsättaren Johann Sebastian Bach var körledare i kyrkan från 1723 till sin död 1750. En staty av Bach restes utanför kyrkan 1908.
Den 4 december 1943 förstördes tornet vid ett bombanfall av de allierade styrkorna vilket medförde att det fick repareras. Taket över de gotiska valven är ett av de brantaste i Tyskland med en takvinkel på 63°.
Efter att Johanneskyrkan förstörts under andra världskriget fördes Bachs kvarlevor från Johanneskyrkan till Thomaskyrkan 1950. Det nuvarande altaret som sattes in 1993 kommer från Paulinerkirche, universitetskyrkan i Lepzig, som revs 1968 av den kommunistiska regimen.
En staty föreställande Felix Mendelssohn som levde i Lepzig från 1835 till sin död 1847 invigdes den 18 oktober 2008 då den på nytt restes mittemot kyrkan vid firandet av minnet av tonsättarens 200-årsdag. Den 6 meter höga statyn av Gewandhausorkesterns ledare och tonsättare är i brons. Högtidstal hölls av Kurt Masur, också han tidigare dirigent för orkestern och av Burkhard Jung, borgmästare i Leipzig. Originalstatyn tillverkad av Werner Stein invigdes den 26 maj 1892, men togs ned av nazisterna på grund av Mendelssohns judiska härkomst.

## Kören
Thomanerchor grundades 1212 i anslutning till Thomasschule och är en av Tysklands äldsta och mest berömda gosskörer. Den leds av Thomaskantorn.

## Thomaskantorer efter 1615
| - Johann Hermann Schein (1615–1630) - Tobias Michael (1631–1657) - Sebastian Knüpfer (1657–1676) - Johann Schelle (1677–1701) - Johann Kuhnau (1701–1722) - Johann Sebastian Bach (1723–1750) - Johann Gottlob Harrer (1750–1755) - Johann Friedrich Doles (1756–1789) - Johann Adam Hiller (1789–1801) - August Eberhard Müller (1801–1810) - Johann Gottfried Schicht (1810–1823) | - Christian Theodor Weinlig (1823–1842) - Moritz Hauptmann (1842–1868) - Ernst Friedrich Richter (1868–1879) - Wilhelm Rust (1880–1892) - Gustav Schreck (1893–1918) - Karl Straube (1918–1939) - Günther Ramin (1939–1956) - Kurt Thomas (1957–1960) - Erhard Mauersberger (1961–1972) - Hans-Joachim Rotzsch (1972–1991) - Georg Christoph Biller (1992–) |

## Orglar
I Thomaskyrkan finns två orglar. Den äldre är en romantisk orgel byggd av Wilhelm Sauer mellan 1885 och 1889. Eftersom denna inte lämpar sig för barockmusik byggdes en ny av Gerald Woehl mellan 1999 och 2000. Denna byggdes för att påminna om den som Bach spelade på i Paulinerkirche.

### Sauerorgeln
Disposition sedan 1908
| I Manual C-a3    |       |
| Principal        | 16′   |
| Bordun           | 16′   |
| Principal        | 8′    |
| Geigenprincipal  | 8′    |
| Doppelflöte      | 8′    |
| Flûte harmonique | 8′    |
| Flauto dolce     | 8′    |
| Gemshorn         | 8′    |
| Gedackt          | 8′    |
| Quintatön        | 8′    |
| Viola di Gamba   | 8′    |
| Dulciana         | 8′    |
| Quinte           | 51/3′ |
| Octave           | 4′    |
| Rohrflöte        | 4′    |
| Gemshorn         | 4′    |
| Violini          | 4′    |
| Octave           | 2′    |
| Rausquinte II    |       |
| Mixtur III       |       |
| Cornett II–IV    |       |
| Scharf V         |       |
| Groß-Cymbel IV   |       |
| Trompete         | 16′   |
| Trompete         | 8′    |

| II Manual C-a3   |      |
| Salicional       | 16′  |
| Gedackt          | 16′  |
| Principal        | 8′   |
| Flûte harmonique | 8′   |
| Konzertflöte     | 8′   |
| Rohrflöte        | 8′   |
| Gedackt          | 8′   |
| Schalmei         | 8′   |
| Salicional       | 8′   |
| Harmonica        | 8′   |
| Dolce            | 8′   |
| Octave           | 4′   |
| Flaute dolce     | 4′   |
| Salicional       | 4′   |
| Quinte           | 2/3′ |
| Piccolo          | 2′   |
| Cornett III      |      |
| Mixtur IV        |      |
| Cymbel III       |      |
| Tuba             | 8′   |
| Clarinette       | 8′   |

| III Manual (med svällare) C-a3 |      |
| Lieblich Gedackt               | 16′  |
| Gamba                          | 16′  |
| Principal                      | 8′   |
| Spitzflöte                     | 8′   |
| Flûte d’amour                  | 8′   |
| Gemshorn                       | 8′   |
| Gedackt                        | 8′   |
| Quintatön                      | 8′   |
| Viola                          | 8′   |
| Aeoline                        | 8′   |
| Voix céleste                   | 8′   |
| Praestant                      | 4′   |
| Traversflöte                   | 4′   |
| Fugara                         | 4′   |
| Quinte                         | 2/3′ |
| Flautino                       | 2′   |
| Harmonia aetheria III          |      |
| Trompette harmonique           | 8′   |
| Oboe                           | 8′   |

| Pedal C–f1       |        |
| Majorbass        | 32′    |
| Untersatz        | 32′    |
| Principal        | 16′    |
| Contrabass       | 16′    |
| Subbass          | 16′    |
| Lieblich Gedackt | 16′    |
| Gemshorn         | 16′    |
| Violon           | 16′    |
| Salicetbass      | 16′    |
| Quintbass        | 102/3′ |
| Principal        | 8′     |
| Offenbass        | 8′     |
| Bassflöte        | 8′     |
| Gemshorn         | 8′     |
| Cello            | 8′     |
| Dulciana         | 8′     |
| Octave           | 4′     |
| Flauto dolce     | 4′     |
| Contraposaune    | 32′    |
| Posaune          | 16′    |
| Fagott           | 16′    |
| Trompete         | 8′     |
| Clarine          | 4′     |

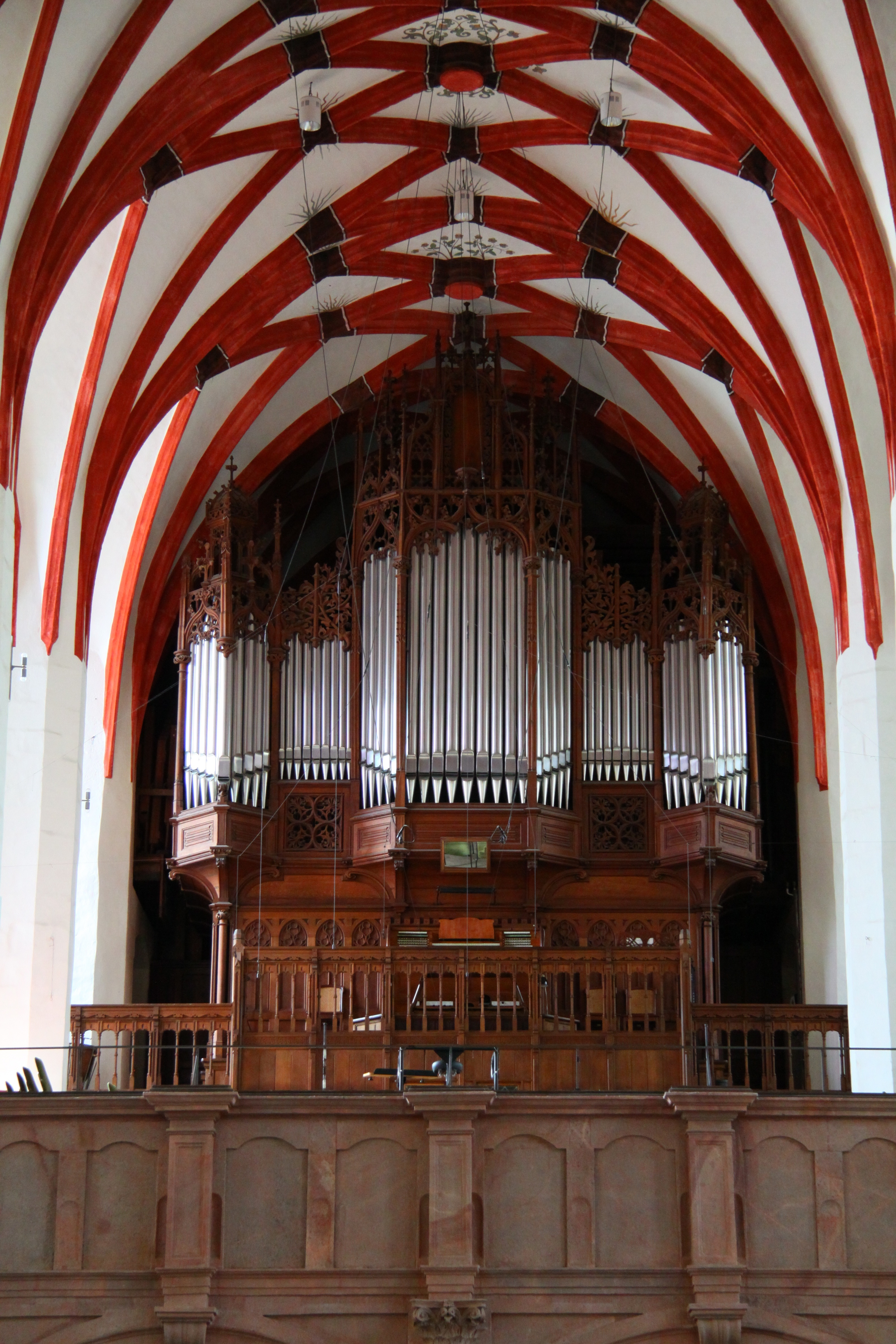
Sauerorgeln i Thomaskyrkan.

- Koppel: II/I, III/I, III/II, I/P, II/P, III/P.
- Kombinationer: Mezzoforte, forte, tutti, rörverk, piano-, mezzoforte-, forte- och tuttipedal med lås, handregister med tre inställbara kombinationer, rullsvällare mit lås.

Tekniska data
- 88 Register
- Traktur:
  - Ton- och registertrakur: rörpneumatik
- Stämning:
  - a1= 440 Hz.
  - Liksvävande

### Woehlorgeln
Disposition sedan 2000
| I Bröstverk C–f3   |    |
| Grob Gedackt       | 8′ |
| Klein Gedackt      | 4′ |
| Principal          | 2′ |
| Super Gemßhörnlein | 2′ |
| Quint-Sexta II     |    |
| Sieflit            | 1′ |

| II Huvudverk C–f3 |     |
| Bordun            | 16′ |
| Principal         | 8′  |
| Violdagamba       | 8′  |
| Rohrflöth         | 8′  |
| Quinta            | 6′  |
| Octav             | 4′  |
| Nassatquint       | 3′  |
| Superoctav        | 2′  |
| Queerflöth        | 2′  |
| Sesquialtera III  |     |
| Mixtur VI         |     |
| Cimbel III        |     |
| Fagott            | 16′ |
| Trombetta         | 8′  |

| III Öververk C–f3 |     |
| Quintaden         | 16′ |
| Prinzipal         | 8′  |
| Gedackt           | 8′  |
| Gemßhorn          | 8′  |
| Flauta doux       | 8′  |
| Octav             | 4′  |
| Hohlflöth         | 4′  |
| Hohlquint         | 3′  |
| Superoctav        | 2′  |
| Plickflöth        | 2′  |
| Sesquialtera III  |     |
| Scharff IV        |     |
| Vox Humana        | 8′  |
| Hautbois          | 8′  |
| Tremulant         |     |

| IV Fjärrverk C–f3 |      |
| Barem             | 16′  |
| Still Gedackt     | 8′   |
| Quintaden         | 8′   |
| Principal         | 8′   |
| Nachthorn         | 4′   |
| Spitzflöth        | 4′   |
| Spitzquint        | 4′   |
| Octav             | 2′   |
| Schweizerflöth    | 2′   |
| Rauschquint       | 1/2′ |
| Superoctävlein    | 1′   |
| Cimbel III        |      |
| Regal             | 8′   |

| Pedal C–f1       |     |
| Großer Untersatz | 32′ |
| Prinzipal        | 16′ |
| Violon           | 16′ |
| Sub Bass         | 16′ |
| Octav            | 8′  |
| Gedackt          | 8′  |
| Quintaden        | 8′  |
| Superoctav       | 4′  |
| Bauerflöth       | 8′  |
| Mixtur VI        |     |
| Posaun Bass      | 32′ |
| Posaun Bass      | 16′ |
| Trombet          | 8′  |
| Cornet           | 2′  |
| Glockenspiel     | 2′  |

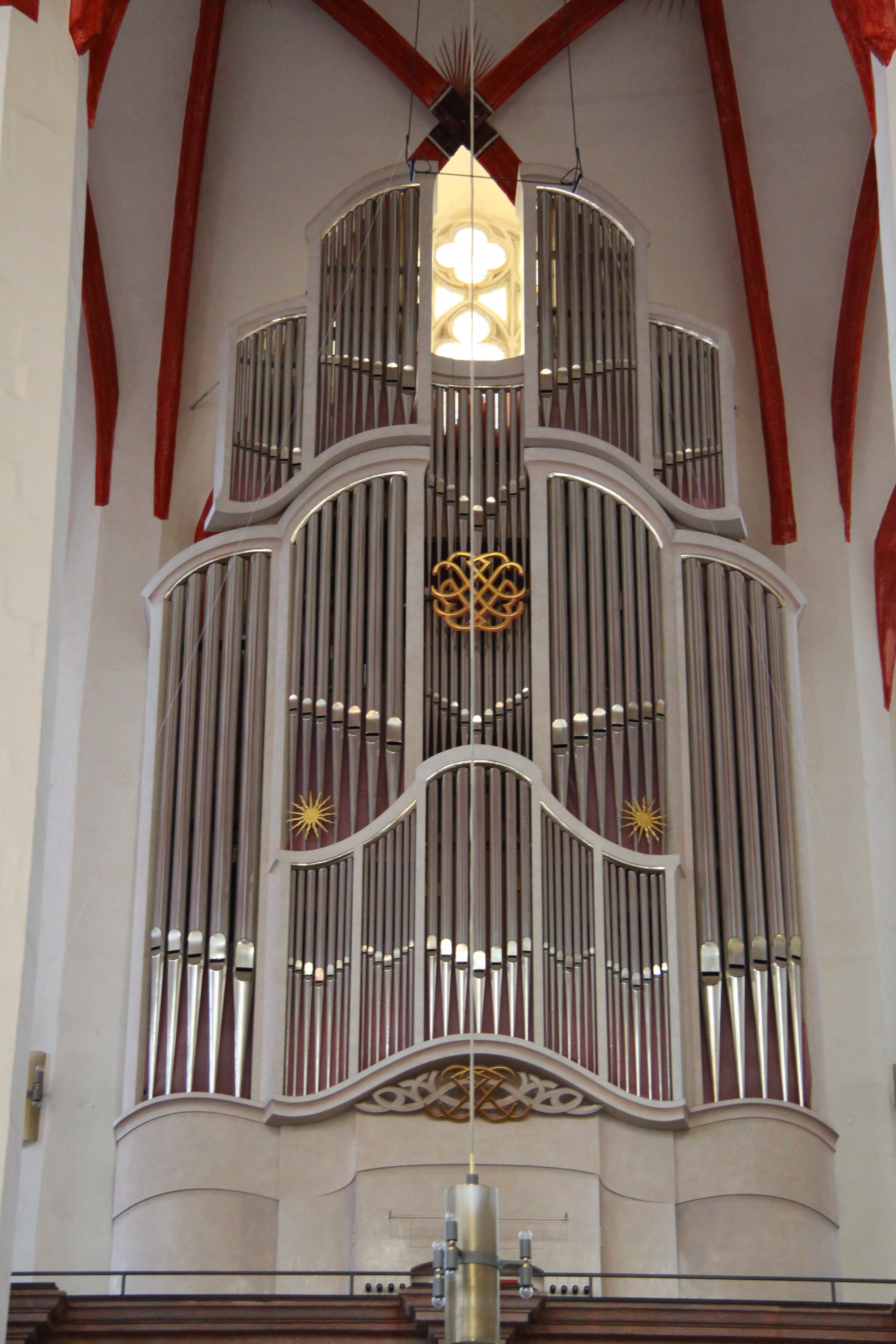
Woehlorgeln i Thomaskyrkan.

- Koppel: III/II, IV/II, II/P, III/P.
- Tremulant för alla verk
- Glockenspiel
- Två cymbelstjärnor
- Vogell Geschrey

Tekniska data
- 61 register
- Ca 5 000 pipor
- Luftförsörjning:
  - Fyra kilbälgar
- Stämning:
  - a1= 465 Hz (Korton) eller a1= 415 Hz (Kammarton)
  - Oliksvävande (efter Neidhardt)
- Kammarkoppel för alla verk
  - Tonomfång korton: Manual C–f3, pedal C–f1
  - Tonomfång kammarton: Manual CD–f3, pedal CD–f1

## Viktiga händelser i kyrkans historia
| Datum              | Händelse                                                                                     |
| ------------------ | -------------------------------------------------------------------------------------------- |
| 1409, 12 december  | Leipzigs universitet grundas i klostret                                                      |
| 1477, 14 september | Den äldsta kyrkklockan, “Gloriosa” gjuts                                                     |
| 1482-1496          | Renovering av mittskeppet till gotisk stil                                                   |
| 1519, 24 juni      | Gudstjänst i inledningen till Leipziger Disputation mellan Martin Luther och Johannes Eck    |
| 1539, 25 maj       | Martin Luther håller en predikan och introducerar reformationen i Leipzig                    |
| 1541               | Klostret stängs och byggnaderna rivs                                                         |
| 1723-1750          | Johann Sebastian Bach är kantor i Leipzig                                                    |
| 1727, 11 april     | Det första framförandet av Matteuspassionen av Bach på Långfredagen                          |
| 1732               | Renovering av Thomasskolan                                                                   |
| 1789, 12 maj       | Wolfgang Amadeus Mozart spelar på orgeln i Thomaskyrkan                                      |
| 1806               | Napoleon I:s trupper använder kyrkan som ammunitionsupplag                                   |
| 1813-14            | Thomaskyrkan används som militärsjukhus under Slaget vid Leipzig (1813) då Napoleon besegras |
| 1813, 16 augusti   | Tonsättaren Richard Wagner döps i kyrkan                                                     |
| 1841, 4 april      | Bachs Matteuspassion återuppförs av Felix Mendelssohn                                        |
| 1842, 16 september | Grundande av “Gustav-Adolf-Werk”, uppkallad efter Gustav II Adolf                            |
| 1843, 23 april     | Invigning av minnesmärket över Bach                                                          |
| 1848, 26 november  | Högtidlighållande av minnet av Robert Blum                                                   |
| 1884-1889          | Renovering av kyrkan till nygotisk stil                                                      |
| 1885-1889          | Sauerorgeln byggs                                                                            |
| 1902               | Thomasskolan stängs                                                                          |
| 1904               | Kyrkans förvaltningsbyggnad byggs på Thomasskolans tomt                                      |
| 1908               | Invigning av Bachstatyn av Carl Seffner                                                      |
| 1917               | Den siste tornvaktaren flyttar ut ur tornvaktarbostaden                                      |
| 1943, 4 december   | Klocktornet förstörs av de allierades bomber                                                 |
| 1950               | Bachs grav flyttas till kyrkan                                                               |
| 1961-64            | Invändig renovering                                                                          |
| 1966-67            | Schukeorgeln installeras                                                                     |
| 1991               | Inledning av en fullständig renovering                                                       |
| 1993               | Invigning av det renoverade Paulusaltaret                                                    |
| 1997               | Installation av Mendelssohnfönstret                                                          |
| 1999               | Schukeorgeln tas bort                                                                        |
| 2000, 11 juni      | Återinvigning av den restaurerade kyrkan med den nya Bachorgeln                              |
| 2000, 28 juli      | Firande av 250-årsminnet av Bachs död                                                        |
| 2008, 18 oktober   | Invigning av kopian av statyn av Mendelssohn                                                 |

## Bilder

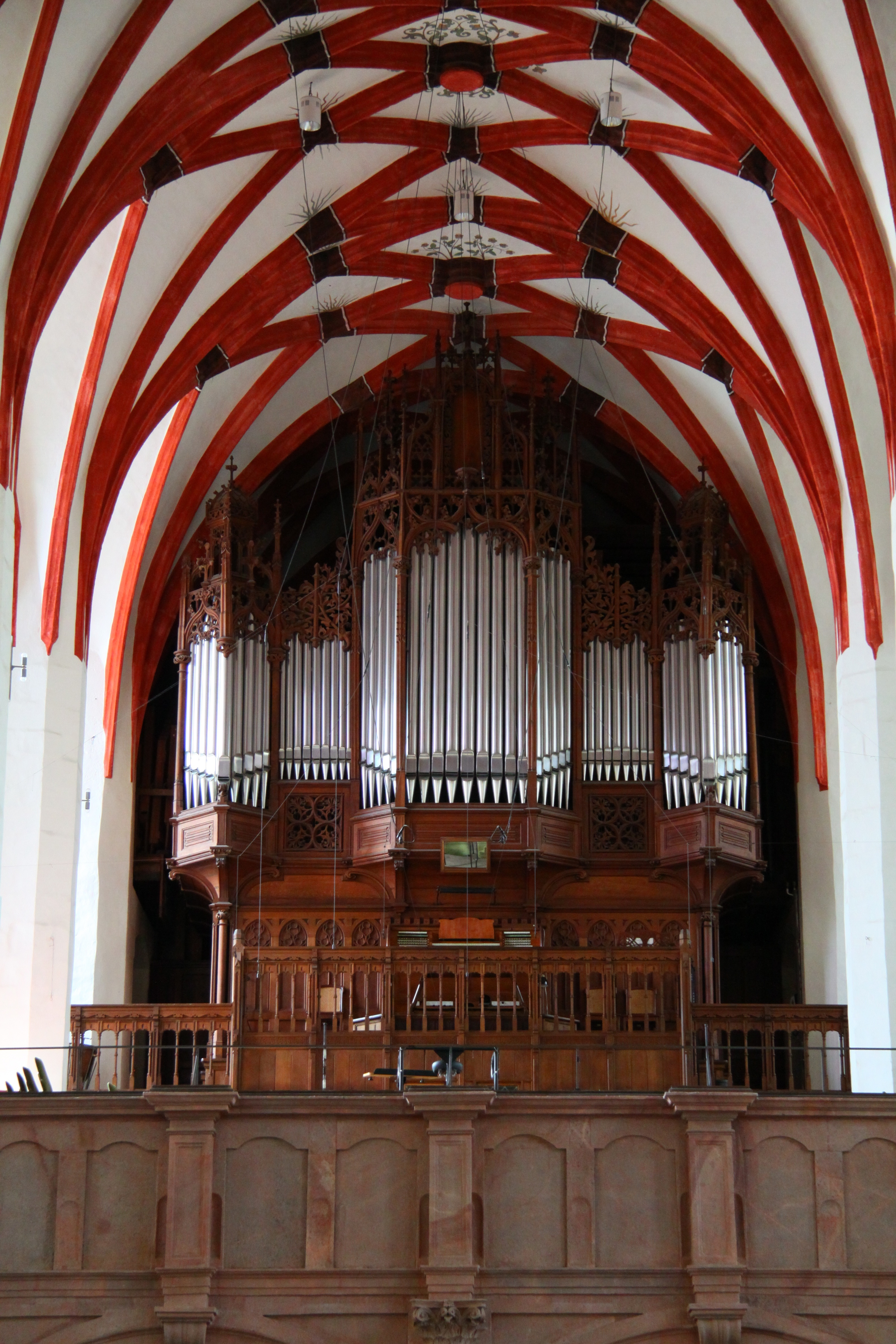
Sauerorgeln
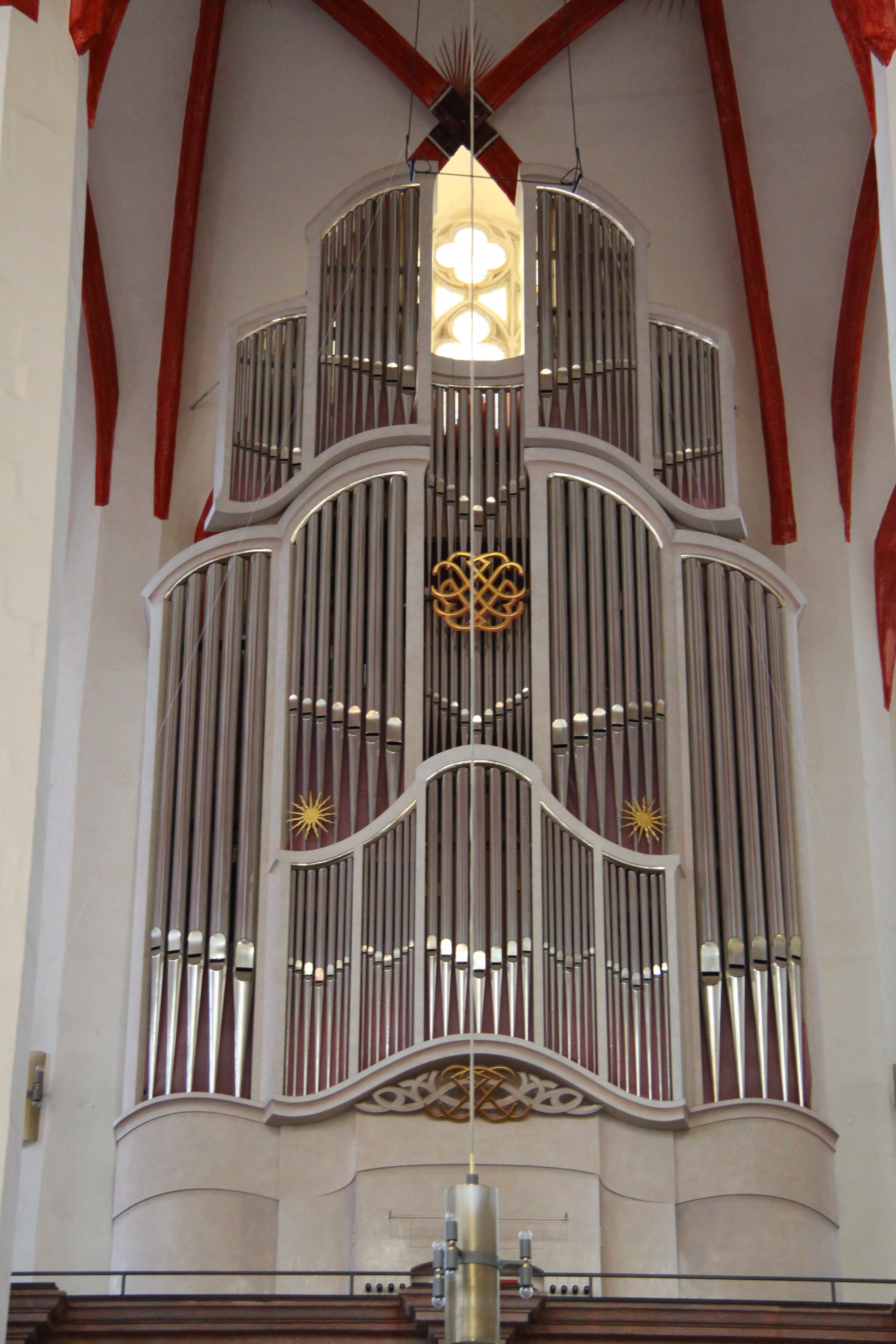
Woehlorgeln
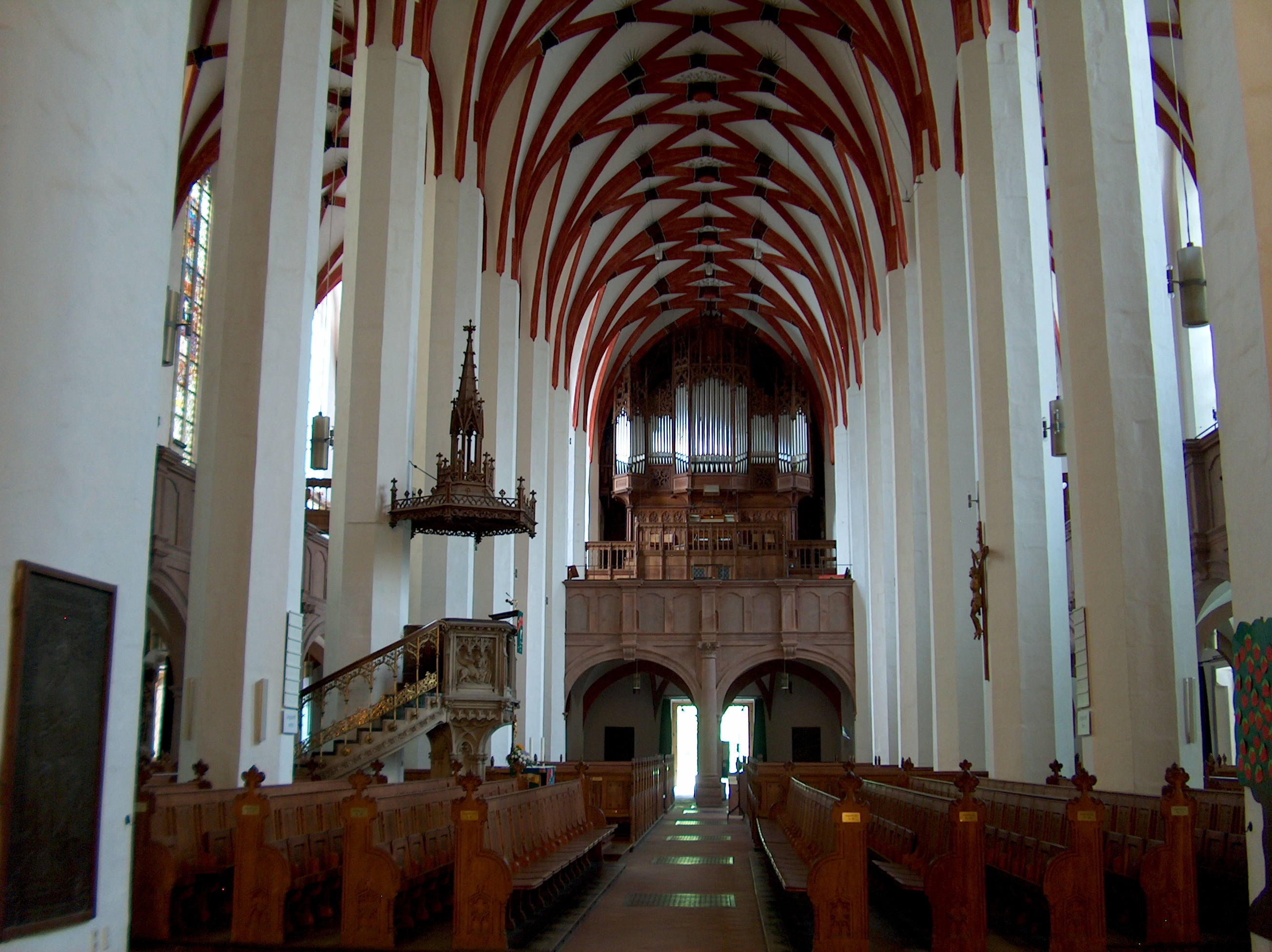
Interiör med predikstolen